# カーウェンズベイバルブ
カーウェンズ・ベイ・バルブ（Curwen's Bay Barb、別名ペルハムズ・ベイ・バルブ Pelham's Bay Barb）は、サラブレッドの始祖の一頭で、1698年ごろイギリスに輸入されたバルブ系種牡馬である。サラブレッドに対する遺伝的影響は4.2パーセント（異説によると5.6パーセント）であるが、この数値はRuby mareと並び、すべての基礎繁殖馬群のなかでゴドルフィンアラビアン (Godolphin Arabian) とダーレーアラビアン (Darley Arabian) に次ぐ高い影響力を持つ。
その生涯は極めて不明瞭であり、Taffolet Barb や the Lowther Bay Barb と同一馬であるとも言われる。もともとはモロッコ王ムーレイ・イスマーイールからフランス王ルイ14世へ贈られたものだったが、ヘンリー・カーウェンがイギリスへ送ったものという。交配相手は限られていたが、Mixbury Galloway、Hip、Creeping Molly、Monkey、Brocklesby Betty（23号族基礎）などを出した。このほかにも9号族や、12号族、18号族の基礎牝馬となったものがおり、パートナー（Partner、母父）、クラブ（Crab、母母父）、ヘロド（Herod、4代前）、マッチェム（Matchem、4代前）の血統中にも見つけることができる。また、別の始祖、オルコックアラビアン (Alcock Arabian) の父という説もある。